# 旧福浦灯台

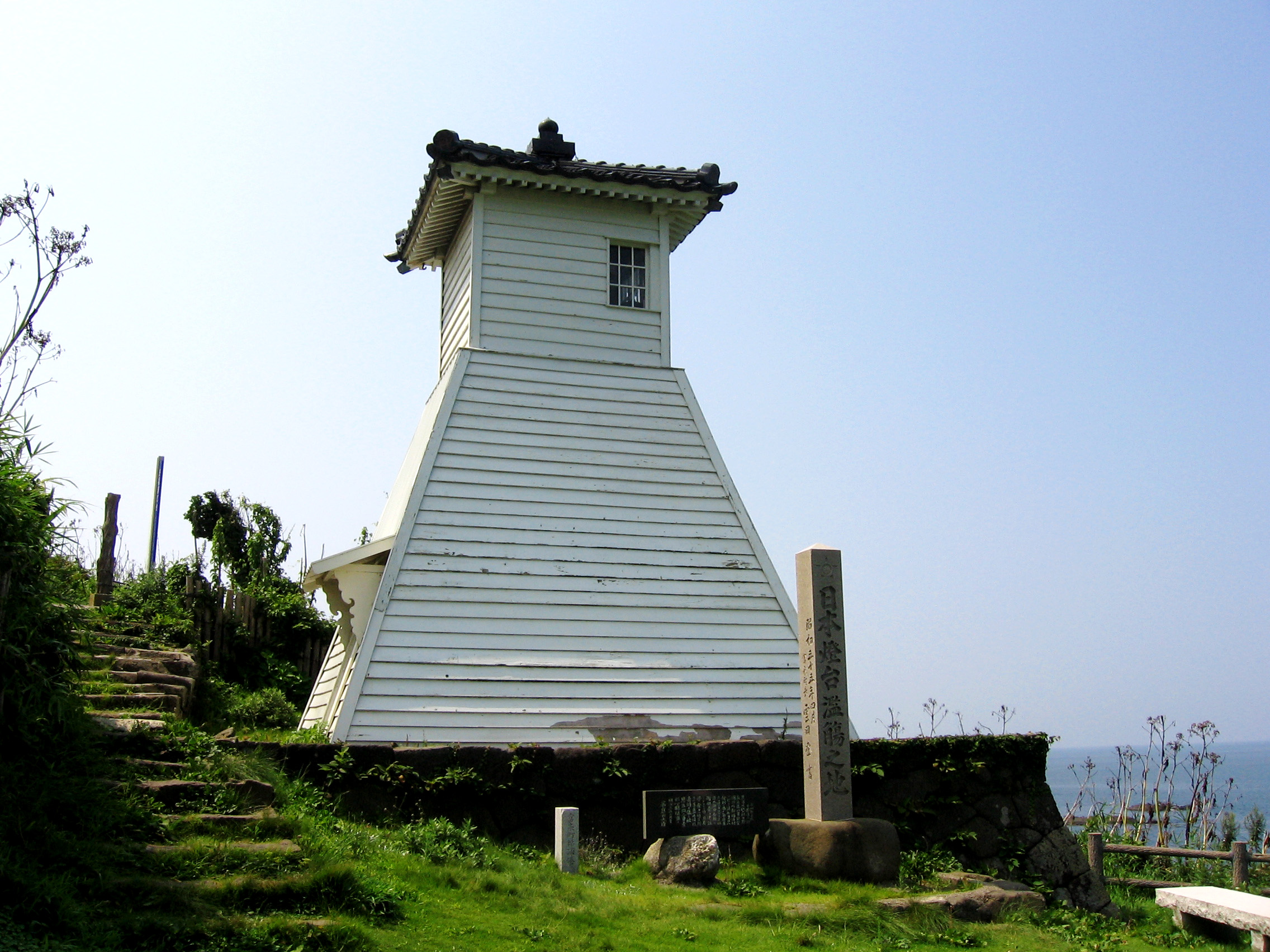
旧福浦灯台。灯台の手前の石碑に「日本燈台濫觴之地」とある。

旧福浦灯台（きゅうふくらとうだい）は、石川県羽咋郡志賀町にある灯台。石川県指定史跡。

## 概要
旧福浦灯台の起源は古く、1608年（慶長13年）に日野長兵衛が夜に航行する舟の安全のために篝火を焚いたのが始まりとされる。元禄年間に灯明堂が建てられ、日野家が代々灯明役として守ったという。現在の灯台は1876年（明治9年）に日野吉三郎が建造したもので、日本最古の西洋式木造灯台である。高さは約5mで、内部は3層になっている。1910年（明治43年）に福浦村営の灯台となり、現在の福浦灯台が設置される1952年（昭和27年）まで使用された。1965年（昭和40年）3月17日、日本最古の西洋式の木造灯台としての価値を認められ、石川県指定史跡に指定された。